# ラオ・スカイウェイ
ラオ・スカイウェイ (ラーオ語: ລາວເດີນອາກາດ, 英語: Lao Skyway) は、ラオスの航空会社である。

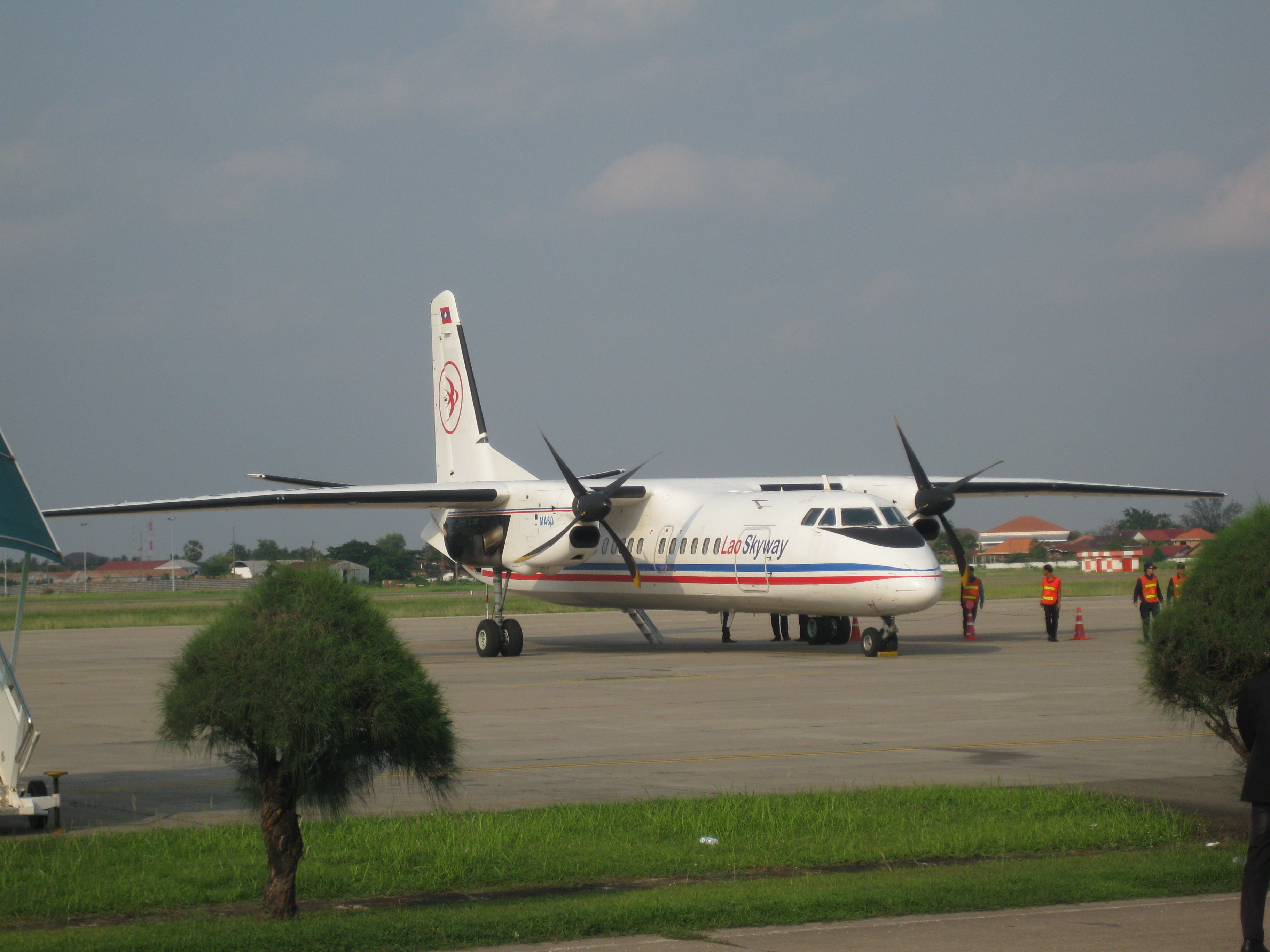
西安飛機 MA-60

セスナ 208

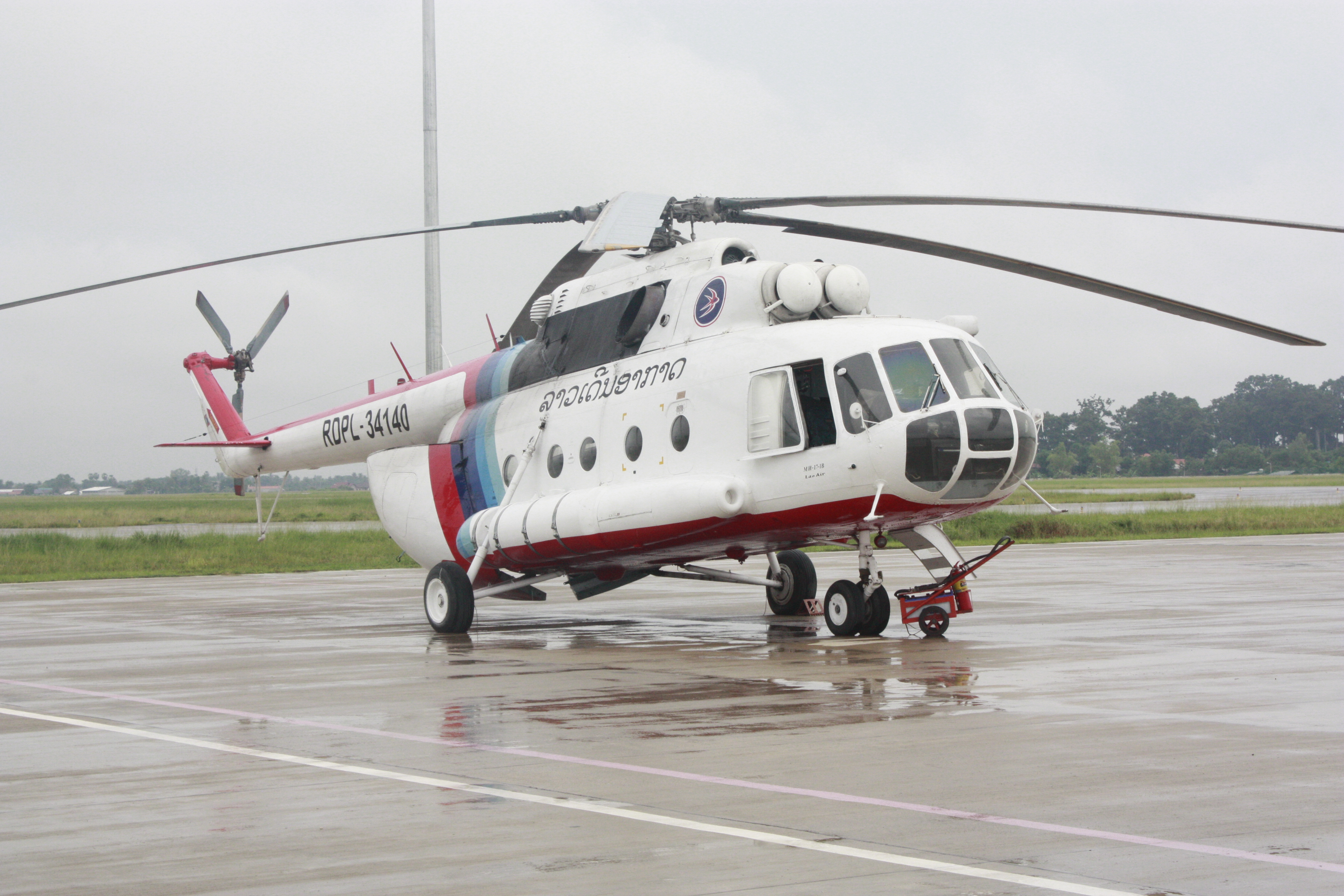
Mi-17

## 概要
2002年1月24日、ラオ・エア (Lao Air)として設立され、2003年6月にはヘリコプターのチャーターを運航、12月には固定翼機による運航を開始した。2007年4月14日、国内定期路線の運航を開始した。2013年11月、社名を 「ラオ・スカイウェイ」に変更した。
旅客定期便のほか、緊急搬送、写真撮影、調査、遊覧飛行などのサービスを実施している。

## 就航地
- ヴィエンチャン
- ルアンパバーン
- ポーンサワン（英語版）
- ウドムサイ（英語版）
- ルアンナムター（英語版）
- パークセー
- サイニャブーリー（英語版）
- ナソン（英語版）

出典 

## 機材
- 西安飛機 MA-60 : 3機 - 西安飛機工業公司製造で、整備も行っている[7]。
- セスナ 208 : 2機
- ミル Mi-17
- ユーロコプター AS350

出典 